# Raymond Roger de Carcassonne
Raymond Roger de Carcassonne, mort entre le 21 juillet 1007 et avril 1011, est un comte de Carcassonne du début du XIe siècle.

## Éléments biographiques
Attesté dès 979, Raymond est le fils aîné de Roger Ier le Vieux, comte de Carcassonne et de Razès et de son épouse Adélaïde. Portant le titre de comte du vivant de son père, il meurt cependant avant lui, après le 21 juillet 1007 et avant avril 1011.
Il épouse avant le 21 juillet 1007 Garsinde de Béziers, fille aînée et principale héritière de Guillaume II, vicomte de Béziers et d'Agde, de qui il a deux fils :
- Pierre Raymond, comte de Carcassonne de 1012 à 1060 ;
- Guillaume Raymond.

Avant le 28 juillet 1013, sa veuve Garsinde se remarie avec Bernard Pelet, seigneur d'Anduze.